# Мирсела Баратеон
Мирсела Баратеон је измишљени лик у серији епско-фантастичних романа Песма леда и ватре америчког аутора Џорџа Р. Р. Мартина и потоње телевизијске адаптације Игра престола. Мирселин карактер, развој и њена интеракција и утицај се у великој мери разликују у књигама и серијској адаптацији.
Лик је први пут уведен у причу у Игри престола из 1996. године. Мирсела је једина ћерка Серсеи Ланистер. Касније се појавила у Мартиновим Судару краљева (1998) и Гозби за вране (2005).
У ТВ серији лик Мирселе током прве и друге сезоне тумачила је ирска глумица Ејми Ричардсон, док је у петој и шестој сезони лик старије Мирселе играла Нел Тајгер Фри.

## Прича
Лик је први пут представљен у Игри престола (1996) као једина ћерка краљице Серсеи Ланистер и краља Роберта Баратеона. У свом првом појављивању, она прати своје родитеље, два брата (Џофрија и Томена Баратеоно) и „ујаке” (Тириона и Џејмија Ланистера) у Зимоврел, где Роберт тражи да Едард Старк буде именован за краљеву десницу. Касније је приказана како присуствује турниру у част Едардовог именовања на ту позицију. Док истражује смрт Џона Ерина, Едард открива да су Мирсела и њена браћа производи инцестуозне афере између Серсеи и Џејмија.

### Сукоб краљева
У Судару краљева из 1998. Мирсела присуствује прослави Џофријевог именовања за краља. Поздравља свог стрица Тириона и каже му да јој је драго што су гласине о његовој смрти биле лажне. Током Рата пет краљева, Тирион планира да склопи савез са кућом Мартел од Дорне тако што ће се Мирсела удати за Тристана Мартела, сина садашњег владара Дорне, али део погодбе је укључивао њено слање у Дорну да живи на двору Мартелових.

### Гозба за вране
Током Олује мачева (2000), Тристанова сестра Аријана Мартел планира да крунише Мирселу као Робертову наследницу уместо Томена, надајући се да ће подстаћи народ Дорне да се побуне против Ланистера како би Мирсела заузела Гвоздени престо. Међутим, Доран Мартел је обавештен о завери и његови људи спречавају заверу и хапсе заверенике. У сукобу који је уследио, један од Аријаниних завереника, сер Џеролд „Тамна Звезда” Дејн, покушава да убије Мирселу; не успева али јој је одсекао једно уво.

### Плес са змајевима
У Плесу са змајевима (2011), Мирсела се враћа у Краљеву Луку са Нимеријом Пешчаном.

## ТВ адаптација
Мирселина судбина била је једна од неколико разлика између начина на који су телевизијска серија и романи представљали Пешчане Змије и Дорну. Њена сцена смрти је првобитно била дужа са паралелама са ранијом Џофријевом смрћу; што је укључивало да јој глава експлодира и крв прска около. Говорећи о овим променама, Фри је рекла: „[Дејвид Бениоф и Д. Б. Вајс] су желели да Мирселина смрт одражава њен живот, и желели су да буде слатка – што је реткост за Игру престола”. Мет Милер (Esquire) написао је да је коначна верзија била питомија у поређењу са смрћу других ликова. Фри је глумила Мирселу у укупно шест епизода.